# Petite rivière de la Corneille
Pour les articles homonymes, voir Corneille.
La Petite rivière de la Corneille coule dans le territoire non organisé du Lac-Nilgaut, situé dans la municipalité régionale de comté (MRC) de Pontiac, dans la région administrative de l'Outaouais, au Québec, au Canada. Elle est un affluent de la rive est de la rivière de la Corneille laquelle se déverse sur la rive nord-ouest de la rivière Coulonge.
La foresterie constitue la principale activité économique du bassin versant de la rivière de la Corneille. La surface de la rivière est généralement gelée de la mi-décembre à la mi-avril.

## Géographie
La Petite rivière de la Corneille prend sa source aux lacs du Castor (longueur : 0,8 km ; altitude : 376 m), situé au sud du Réservoir Cabonga. Ce lac est situé à 8,7 km à l'est du lac Vennor et à 4,3 km au nord du lac John-Bull.
Les bassins versants voisins de la Petite rivière de la Corneille sont :
- côté nord : rivière de la Corneille, rivière Ignace ;
- côté est : ruisseau Tomo, ruisseau Gore, ruisseau Cambria ;
- côté sud : rivière Coulonge ;
- côté ouest : rivière de la Corneille.

La Petite rivière de la Corneille coule sur 10,6 km selon les segments suivants :
- 5,1 km vers l'ouest en traversant une zone de marais, puis vers le sud, jusqu’à l’embouchure du Petit lac du Cerf(altitude : 316 m) que le courant traverse sur 0,2 km ;
- 0,5 km vers l'ouest, jusqu’à la décharge du lac du Cerf (venant du sud-est) ;
- 5,0 km vers le nord-est, en formant de nombreux petits serpentins, jusqu’à la confluence de la rivière[1].

La confluence de la Petite rivière de la Corneille se situe à 5,0 km en amont de la confluence de la rivière de la Corneille, à 62,9 km au nord de la rivière des Outaouais et à 80,4 km à l'ouest de la ville de Maniwaki.

## Toponymie
La corneille s’avère un oiseau résistant aux climats rigoureux du Canada. Cet oiseau migrateur est répertorié dans une grande partie de l’Amérique du Nord. Il est réputé être un oiseau dominateur sur son territoire.
Le toponyme Petite rivière à la Corneille a été officialisé le 5 décembre 1968 à la banque de noms de lieux de la Commission de toponymie du Québec.